# Kolva (přítok Usy)
Kolva (rusky Колва) je řeka v Něneckém autonomním okruhu v Archangelské oblasti a v Komijské republice v Rusku. Je dlouhá 546 km. Plocha povodí měří 18 100 km².

## Průběh toku
Pramení na vysočině Janjmusjur. Protéká v členitém korytě přes Bolšezemelskou tundru. Ústí zprava do Usy (povodí Pečory).

## Vodní režim
Zdrojem vody jsou převážně sněhové srážky. Zamrzá na konci listopadu a rozmrzá v polovině května. Nejvyšších vodních stavů dosahuje od dubna do července.